# آدا بوژانا
آدا بوژانا پلاژ برهنگی است که در دلتا رود بوژانا در غرب اشکودر آلبانی جنوب اولتسینی در مونته‌نگرو واقع است. در کنار پلاژ آدا بوژانا منطقه حفاظت‌شده آدا اوژانا قرار دارد . آدا بوژانا جز ۳۱ مکان برتر سفارش شده توسط روزنامه نیویورک‌تایمز انتخاب شده است. 